# Qalandar Tappeh
Qalandar Tappeh (persiska: قلندر تپّه) är en ort i Iran.   Den ligger i provinsen Nordkhorasan, i den nordöstra delen av landet, 500 km öster om huvudstaden Teheran. Qalandar Tappeh ligger 622 meter över havet och antalet invånare är 231.
Terrängen runt Qalandar Tappeh är huvudsakligen kuperad, men den allra närmaste omgivningen är platt. Runt Qalandar Tappeh är det ganska glesbefolkat, med 27 invånare per kvadratkilometer. Närmaste större samhälle är Āshkhāneh, 13,8 km sydväst om Qalandar Tappeh. Omgivningarna runt Qalandar Tappeh är i huvudsak ett öppet busklandskap.